# Skagafjörður
Skagafjörður ([ˈskaːɣaˌfjœrðʏr̥]ⓘ) es un municipio de Islandia situado en la región de Norðurland Vestra. Tiene áreas situadas bajo el nivel del mar. Su nombre deriva del fiordo Skagafjörður, ubicado entre las penínsulas de Tröllaskagi («península de los Gigantes») y Skagi.

## Territorio
Es el decimotercer municipio más grande del país en extensión y de la región de Norðurland Vestra.
Skagafjörður es una de las regiones agrícolas más prósperas de Islandia, gracias a la industria láctea y la cría de ovejas y del caballo islandés, que hace famoso a este distrito. Skagafjörður es el único distrito en Islandia donde los caballos superan en número a las personas.

## Historia
El municipio fue creado el 6 de junio de 1998, cuando 11 de los 12 municipios de Skagafjörður celebraron votaciones sobre si debían fusiónarse o no. La fusión fue aprobada en todos los municipios que celebraron la votación. Akrahreppur fue el único municipio en Skagafjörður que no participó.

## Demografía
| Gráfica de evolución de Skagafjörður entre 1999 y |
|                                                   |

## Comunidades
El municipio de Skagafjörður comprende las localidades de Sauðárkrókur, Hofsós, Hólar y Varmahlíð.

## Ciudades hermanadas
Las ciudades que están hermanadas con Skagafjörður son:
- Kongsberg - Noruega
- Køge - Dinamarca
- Kristianstad - Suecia
- Espoo - Finlandia

## Galería

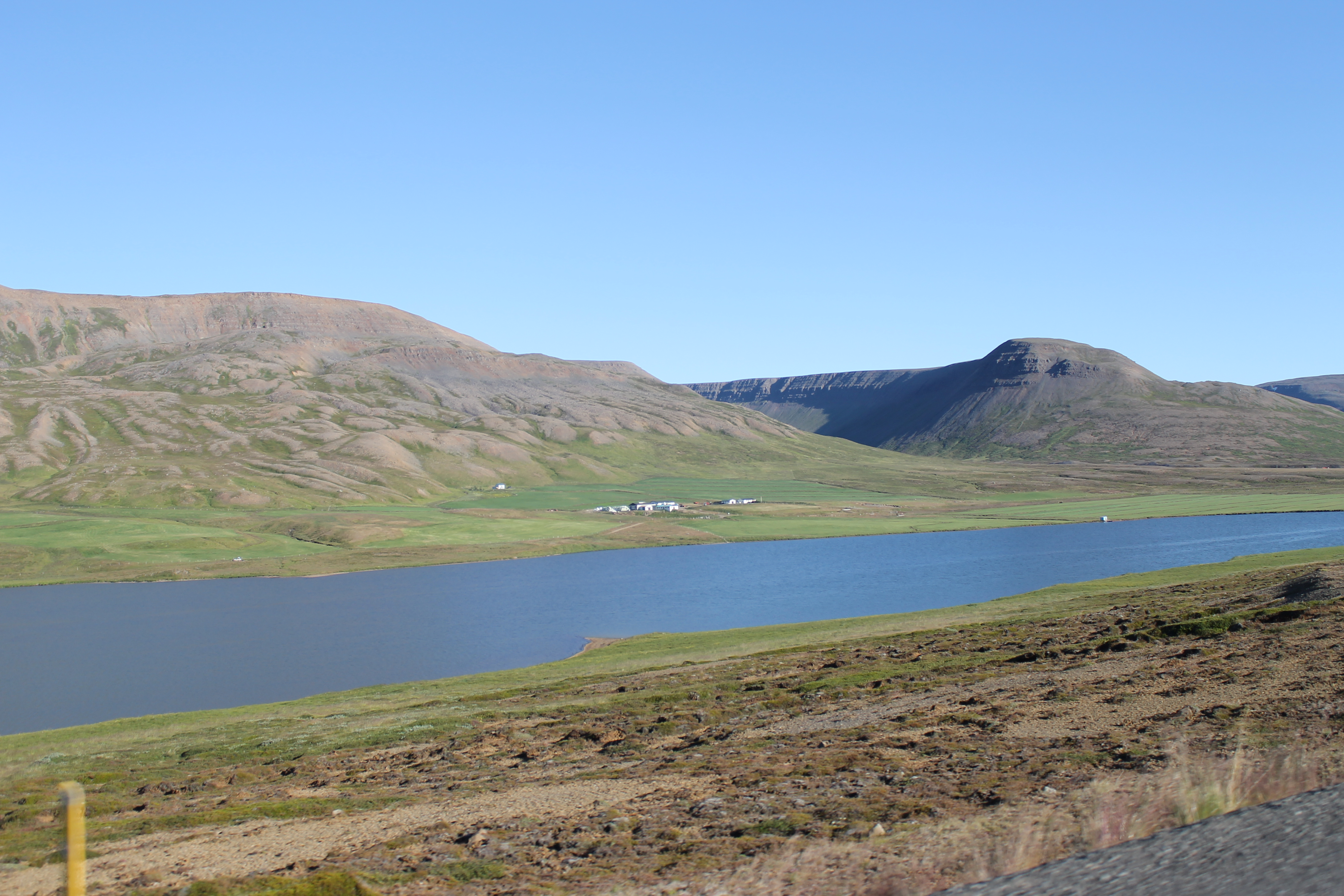
Lago Sléttuhlíðarvatn
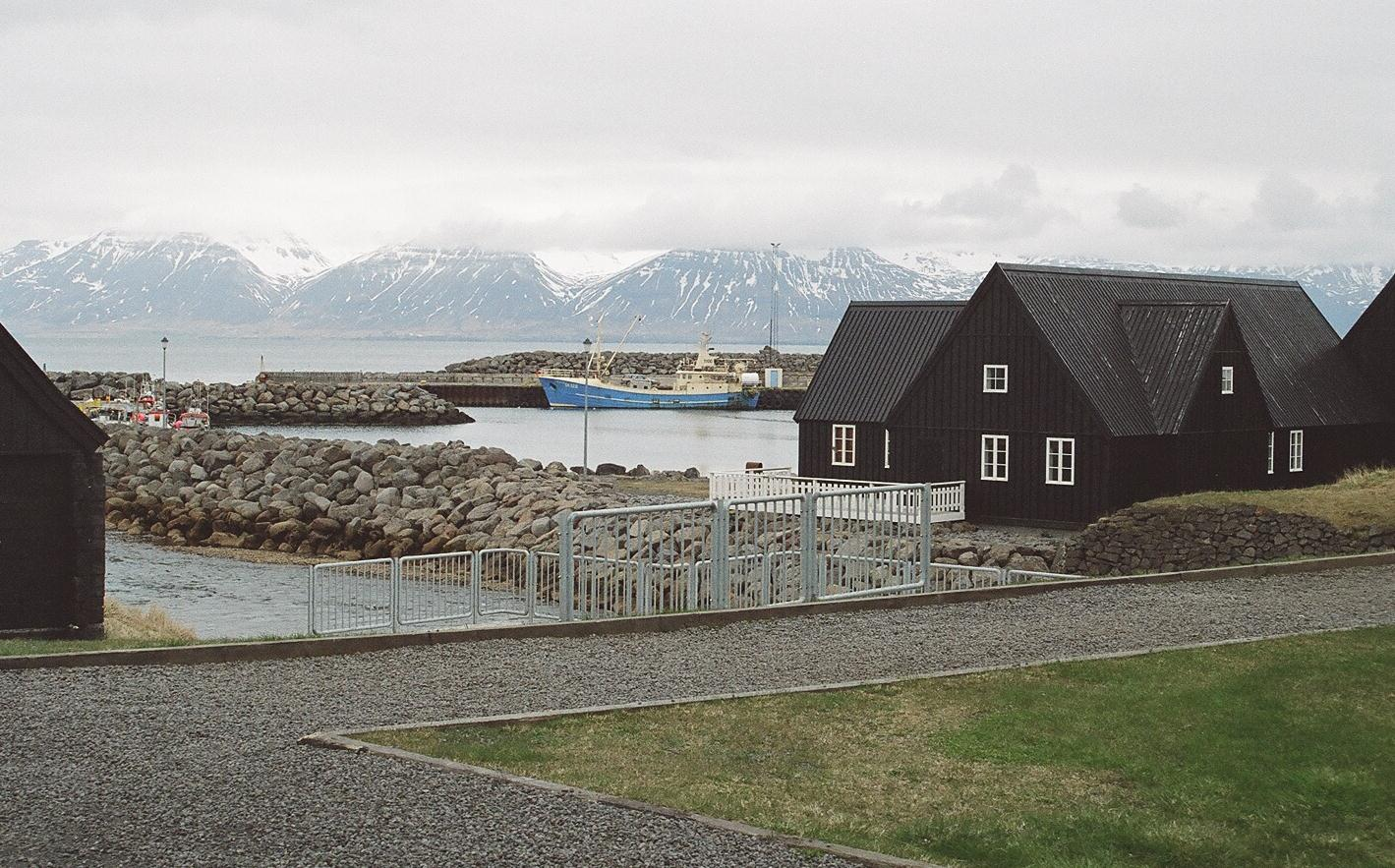
Hofsós
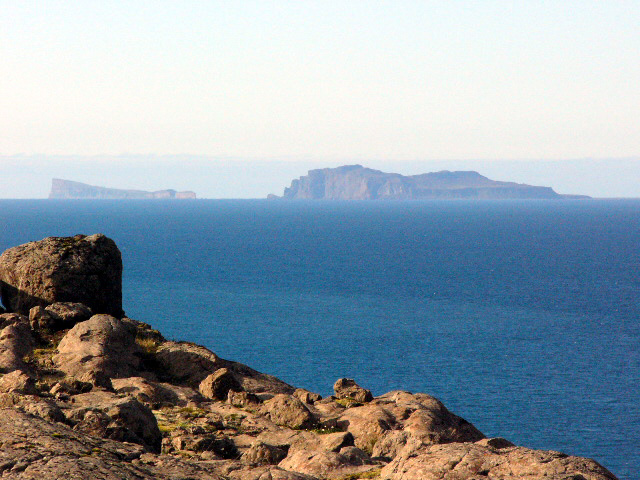
Inseln Drangey und Málmey
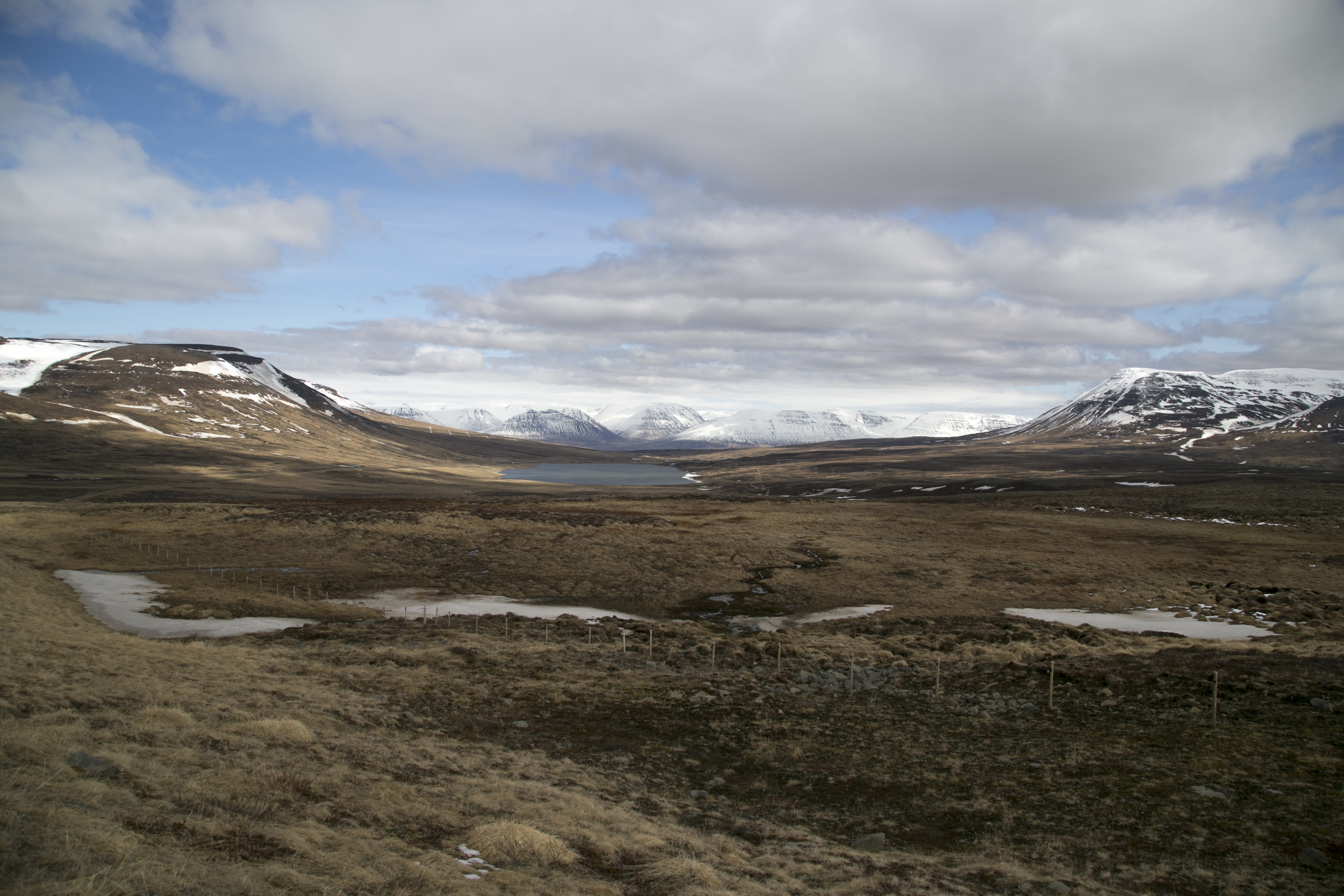